# Cassadee Pope

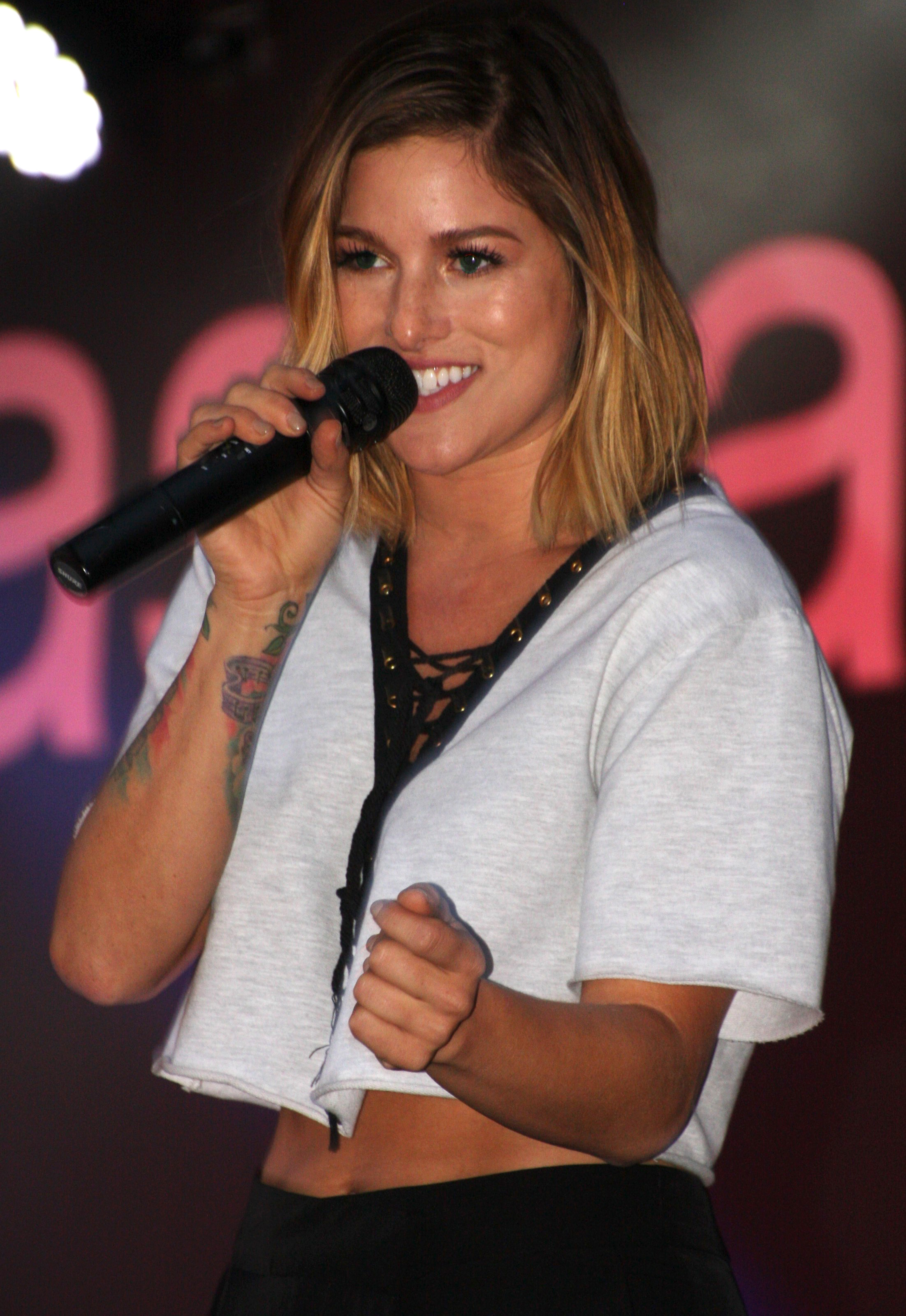
Cassadee Pope (2017)

Cassadee Pope (* 28. August 1989 in West Palm Beach, Florida) ist eine US-amerikanische Pop- und Countrysängerin. Sie wurde 2012 als Gewinnerin der dritten Staffel der Castingshow The Voice sowie als Sängerin der Band Hey Monday bekannt.

## Biografie
Cassadee Pope stammt aus Florida und begann während der Schulzeit mit dem Singen. Danach gründete sie zusammen mit dem Gitarristen Mike Gentile die Punk-Pop-Band Hey Monday. Die Band machte einige Veröffentlichungen und hatte auch erste kleinere Charterfolge. Ende 2011 legte Pope jedoch die Band auf Eis, um es als Solokünstlerin zu versuchen. Eine erste Solo-EP erreichte im Frühjahr Platz 25 der Heatseeker-Charts.
Danach bewarb sie sich für die dritte Ausgabe der Castingshow The Voice im Herbst 2012 und war eine von nur vier Teilnehmern, die bei den Blind Auditions das Interesse aller vier Coaches fand. Sie kam souverän durch die einzelnen Runden und mit ihrem dritten Liveauftritt mit dem Song Over You von Miranda Lambert konnte sie so überzeugen, dass das Lied anschließend in den iTunes-Charts auf Platz eins kam. Danach erreichte auch jeder weitere Showbeitrag von ihr die Top 10 dieser Download-Charts. Vier Songs kamen auch in die offiziellen Singlecharts. Sie erreichte das Finale am 18. Dezember, setzte sich auch dort gegen die Konkurrenten durch und gewann.
Cassadee Pope hatte in der Show einige Countrysongs gesungen, auch weil sie im Team von Countrysänger Blake Shelton gewesen war. Nach dem Showerfolg unterschrieb sie auch beim Countrylabel Republic Nashville und bereitete ihr erstes eigenes Soloalbum vor. Frame by Frame erschien im Herbst 2013 und setzte sich auf Platz eins der US-Country-Charts. In den offiziellen Verkaufscharts erreichte sie Platz neun.
Im Juli 2015 erschien die Single I Am Invincible. 2016 hat sie Chris Young auf der I'm Comin' Over-Tour begleitet. Am 3.  Juni 2016 erschienen die Single Summer, sowie die Summer EP, welche aus vier Songs besteht.
Am 4. Februar 2019 erschien ihr zweites Studioalbum stages. Das Album enthält elf Songs. Im Vorfeld waren die Singles Take You Home, One More Red Light und If My Heart Had A Heart veröffentlicht worden.

## Diskografie

### Alben
| Jahr | Titel                                        | Höchstplatzierung, Gesamtwochen, AuszeichnungChartplatzierungen (Jahr, Titel, Platzierungen, Wochen, Auszeichnungen, Anmerkungen) | Höchstplatzierung, Gesamtwochen, AuszeichnungChartplatzierungen (Jahr, Titel, Platzierungen, Wochen, Auszeichnungen, Anmerkungen) | Anmerkungen |
| Jahr | Titel                                        | US | Country | Anmerkungen |
| ---- | -------------------------------------------- | --- | --- | ----------- |
| 2013 | The Voice - The Complete Season 3 Collection | US125 (3 Wo.)US | — |             |
| 2013 | Frame by Frame                               | US9 (16 Wo.)US | Country1 (25 Wo.)Country |             |
| 2019 | Stages                                       | — | Country39 (1 Wo.)Country |             |

### EPs
| Jahr | Titel  | Höchstplatzierung, Gesamtwochen, AuszeichnungChartplatzierungen (Jahr, Titel, Platzierungen, Wochen, Auszeichnungen, Anmerkungen) | Höchstplatzierung, Gesamtwochen, AuszeichnungChartplatzierungen (Jahr, Titel, Platzierungen, Wochen, Auszeichnungen, Anmerkungen) | Anmerkungen |
| Jahr | Titel  | US | Country | Anmerkungen |
| ---- | ------ | --- | --- | ----------- |
| 2016 | Summer | US164 (1 Wo.)US | Country14 (3 Wo.)Country |             |

Weitere Veröffentlichungen
- 2012: Cassadee Pope

### Singles
| Jahr | Titel Album                                                     | Höchstplatzierung, Gesamtwochen, AuszeichnungChartplatzierungen (Jahr, Titel, Album, Platzierungen, Wochen, Auszeichnungen, Anmerkungen) | Höchstplatzierung, Gesamtwochen, AuszeichnungChartplatzierungen (Jahr, Titel, Album, Platzierungen, Wochen, Auszeichnungen, Anmerkungen) | Anmerkungen       |
| Jahr | Titel Album                                                     | US | Country | Anmerkungen       |
| --- | --------------------------------------------------------------- | --- | --- | ----------------- |
| 2012 | Over You The Voice - The Complete Season 3 Collection           | US25 (2 Wo.)US | Country3 (6 Wo.)Country |                   |
| 2012 | Are You Happy Now? The Voice - The Complete Season 3 Collection | US95 (1 Wo.)US | — |                   |
| 2012 | Stupid Boy The Voice – The Complete Season 3 Collection         | US40 (1 Wo.)US | Country4 (3 Wo.)Country |                   |
| 2012 | Cry The Voice – The Complete Season 3 Collection                | US60 (1 Wo.)US | — |                   |
| 2012 | Steve McQueen The Voice – The Complete Season 3 Collection      | — | Country42 (1 Wo.)Country | mit Blake Shelton |
| 2013 | Wasting All These Tears Frame by Frame                          | US37 Platin · (20 Wo.)US | Country5 (34 Wo.)Country |                   |
| 2014 | I Wish I Could Break Your Heart Frame by Frame                  | — | Country35 (13 Wo.)Country |                   |
| 2016 | Think of You I’m Comin’ Over                                    | US40 ×2Doppelplatin · (20 Wo.)US | Country2 (26 Wo.)Country | mit Chris Young   |
| 2018 | Take You Home Stages                                            | — | Country49 (1 Wo.)Country |                   |
| Folgende Lieder erschienen nicht als Single, wurden aber durch das Album zum Download und Streaming bereitgestellt und konnten somit eine Platzierung erlangen: |                                                                 | | |                   |
| |                                                                 | | |                   |
| 2013 | You Hear a Song Frame by Frame                                  | — | Country44 (1 Wo.)Country |                   |
| 2013 | 11 Frame by Frame                                               | — | Country38 (1 Wo.)Country |                   |
| 2013 | Good Times Frame by Frame                                       | — | Country50 (1 Wo.)Country |                   |

Weitere Veröffentlichungen
- 2015: I Am Invincible
- 2016: Summer
- 2018: One More Red Light
- 2019: If My Heart Had a Heart
- 2019: I've Been Good